# Bethadakolalu, Koppa
Bethadakolalu là một làng thuộc tehsil Koppa, huyện Chikmagalur, bang Karnataka, Ấn Độ.